# Muppets from Space
Muppets from Space (no Brasil como Muppets do Espaço) é o filme norte-americano de 1999 do gênero comédia e ficção científica, dirigido por Tim Hill (em sua estreia na direção), escrito por Jerry Juhl, Joseph Mazzarino e Ken Kaufman, e foi produzida pela Columbia Pictures e Jim Henson Pictures. É o sexto filme de longa-metragem da franquia Muppets e o primeiro filme desde a morte do Jim Henson, a ter um enredo original focado nos Muppets e é um desvio de outros filmes dos Muppets, pois é o único filme não musical até o momento. O filme foi dirigido por Tim Hill (em sua estreia na direção) a partir de um roteiro de Jerry Juhl, Joey Mazzarino e Ken Kaufman, e estrelado por Jeffrey Tambor, Pat Hingle, Rob Schneider e Andie MacDowell, ao lado dos artistas de Muppet Dave Goelz, Steve Whitmire, Bill Barretta e Frank Oz. No filme, Gonzo tenta descobrir suas origens após ter pesadelos. Depois que ele e Rizzo, o Rato, são capturados por oficiais do governo durante sua busca, Caco, o Sapo, e o resto da gangue devem salvá-los.
O filme foi rodado em Wilmington, Carolina do Norte em 1998 e lançado nos Estados Unidos em 14 de julho de 1999, pela Sony Pictures Releasing. Ao lado de The Adventures of Elmo in Grouchland, é o último filme dos Muppets a ter o envolvimento de Oz antes de sua aposentadoria do Muppet se apresentar no ano seguinte. É também o último filme dos Muppets escrito por Juhl antes de sua morte em 2005, o último filme dos Muppets a ser lançado nos cinemas até Os Muppets em 2011, e o último filme dos Muppets lançado nos cinemas a ser produzido pela The Jim Henson Company antes da franquia ser adquirida pela The Walt Disney Company em 2004.

## Sinopse
Gonzo já havia sido classificado como "tanto faz", mas depois que começa a ter sonhos perturbadores de abandono, ele começa a perceber o quão sozinho está no mundo. Depois que uma raça alienígena parece estar tentando enviar-lhe uma mensagem através de sua tigela de Cereal do Alfabeto Kap'n, Gonzo percebe que pode não estar tão sozinho depois de tudo e sobe até o telhado para começar a observar o céu. Seus sonhos são realizados quando ele é atingido por um raio que serve como um conduto que lhe permite se comunicar com um par de Peixes Cósmicos, revelando-lhe que ele é, na verdade, um alienígena do espaço sideral.
Enquanto Kermit e seus amigos se recusam a acreditar em seus delírios selvagens, Gonzo é atraído para as garras de K. Edgar Singer ( Jeffrey Tambor), um agente do governo que também tomou conhecimento das tentativas de comunicação dos alienígenas e acredita que Gonzo é sua chave para convencer seus superiores de que os alienígenas existem de fato. Caco e sua gangue entram em ação para resgatar Gonzo, com a ajuda de algumas invenções úteis, cortesia do Dr. Bunsen Honeydew e Beaker.
Depois que um sanduíche falante revela a Gonzo a localização do eventual local de pouso alienígena, os Muppets (junto com uma multidão de espectadores felizes por alienígenas) aguardam sua chegada. A nave chega à Terra e os alienígenas, que se parecem suspeitosamente com Gonzo, pedem desculpas por abandoná-lo, mas o recebem de volta ao redil. No início, Gonzo considera ir com eles, até que ele percebe que seu verdadeiro lar é na Terra com sua família substituta e amigos.

## Elenco
- Jeffrey Tambor como K. Edgar "Ed" Singer, o chefe da COVNET
- Pat Hingle como General Luft, um oficial militar a quem K. Edgar Singer se reporta.
- Rob Schneider como produtor de TV de UFO Mania.
- Andie MacDowell como Shelley Snipes, uma apresentadora do UFO Mania.
- Gary Owens como locutor do UFO Mania (voz)

Elenco dos Muppets
- Dave Goelz como Gonzo, Bunsen Honeydew, Waldorf, Birdman
- Steve Whitmire como Kermit, o Sapo, Rizzo, o Rato, Taça, Peixe Cósmico # 1; Miss Piggy (titereira para uma cena)
- Bill Barretta como Pepe, o Rei Camarão, Bobo, o Urso, Cozinheiro Sueco, Johnny Fiama, Bubba o Rato, Cosmic Fish # 2 e Rowlf the Dog
- Jerry Nelson como Robin, Statler, Floyd Pepper, Lew Zealand e Ubergonzo
- Brian Henson como Dr. Phil Van Neuter, Sal Minella e Talking Sandwich
- Kevin Clash como Clifford e Carter
- Frank Oz como Urso Fozzie, Miss Piggy, Sam the Eagle e Animal (apenas vozes)
- Adam Hunt como Scooter
- John Henson como Sweetums
- John Kennedy como Dr. Teeth , Sam the Eagle e Fozzie Bear (apenas teatro de fantoches)
- Peter Linz como Miss Piggy (apenas bonecos)
- Rickey Boyd como Animal (apenas bonecos)

Devido a conflitos de programação, Oz fornece apenas as vozes de seus personagens, os fantoches no set foram fornecidos predominantemente por Peter Linz (Miss Piggy), John Kennedy (Fozzie Bear e Sam Eagle) e Rickey Boyd (Animal). Além disso, Whitmire, Boyd, Kennedy, Linz e Drew Massey fizeram participações especiais na tela como hippies em Cape Doom.
Cameos
- F. Murray Abraham como Noah
- David Arquette como o Dr. Tucker, um cientista sádico que trabalha na COVNET e é o responsável pela pesquisa médica que envolve os ratos
- Josh Charles como Agente Barker, um agente da COVNET
- Christopher Gilford como Executivo da Computação, um cientista da computação que grita para K. Edgar Singer ficar quieto
- Kathy Griffin como uma guarda armada da COVNET
- Hollywood Hogan como ele mesmo, um agente da COVNET
- Ray Liotta como o guarda do portão da COVNET
- Joshua Jackson como Pacey Witter, um personagem de Dawson's Creek
- Katie Holmes como Joey Potter, um personagem de Dawson's Creek

## Produção
Pela segunda vez desde Muppet Treasure Island (1996), Frank Oz não esteve disponível para a maior parte da produção do filme. Como resultado, seus personagens foram interpretados no set por outros Muppet performers, com Oz mais tarde fazendo um loop de sua voz na pós-produção. Na maior parte das filmagens, Peter Linz, John Kennedy e Rickey Boyd interpretaram seus personagens, com Linz interpretando Miss Piggy, Boyd interpretando Animal e Kennedy interpretando Sam Eagle e Fozzie Bear. As vozes de Kennedy e Linz podem ser ouvidas em algumas cenas usadas no trailer teatral do filme.
Muppets from Space marcaria a primeira aparição de Scooter desde Muppet*Vision 3D (1991). Ele foi dublado por Adam Hunt, irmão do artista inicial de Scooter, Richard Hunt.
Os efeitos visuais do filme foram fornecidos pela Illusion Arts.
Escrita
Um rascunho anterior da história foi escrito por Kirk Thatcher chamado Muppets from Space. No roteiro, os alienígenas sequestraram Caco porque acreditavam que ele era o líder, levando os outros Muppets a tentar salvá-lo. Um conjunto de Jelly Glasses de Welch foi produzido com base nesse tema.
De acordo com as notas de produção apresentadas no DVD, o filme foi inspirado na canção de Gonzo em The Muppet Movie (1979), "I'm Going to Go Back There Someday".
Em uma entrevista de 2009, o co-roteirista Joey Mazzarino revelou que deixou o projeto antes do início das filmagens, devido a alterações feitas em seu esboço. Segundo Mazzarino, Randal Kleiser foi escolhido para dirigir o filme, e seu esboço incluía paródias de Homens de Preto, Contato e Alien. No entanto, pouco antes de as filmagens começarem, The Jim Henson Company despediu Kleiser do projeto, pois sentiram que ele não estava "trazendo visão suficiente", com Mazzarino posteriormente contratando Tim Hill como o novo diretor de Muppets from Space, e a maioria das paródias de seu rascunho foram removidos.
Mazzarino também não gostou do final revisado do filme e explicou que em seu rascunho Gonzo não se revelou um alienígena. Em vez disso, os alienígenas estavam recebendo sinais de episódios de The Muppet Show e se pareceram com Gonzo, já que o consideravam o "último ser". No final, eles revelariam suas verdadeiras formas, e Gonzo permaneceria um "tanto faz", com sua verdadeira família sendo os Muppets.
Trilha sonora
Muppets from Space foi o primeiro filme Muppet a não apresentar música original, optando por uma trilha sonora composta principalmente por faixas clássicas de soul e funk.
Algumas faixas foram refeitas por artistas contemporâneos, como "Shining Star", dos Dust Brothers, com Jeymes, e "Dazz", de G. Love e Special Sauce , gravada no Muscle Shoals Sound Studio em Sheffield, Alabama. A banda estava em estúdio gravando com Little Milton no álbum "Welcome To Little Milton". A banda recebeu uma ligação de Jason Brown, seu empresário, enquanto estava no estúdio, para gravar uma música para o filme. Will McFarlane, que era regular no estúdio Shoals / Malaco, e ex-guitarrista de Bonnie Raitt, tocou com a banda na música. O "Flash Light" do Parlamento foi atualizado por George Clinton como um dueto com Pepe, o Camarão Rei chamado "Flash Light (Spaceflight)".
Duas trilhas sonoras foram lançadas com músicas do filme. O primeiro álbum, Muppets from Space: The Ultimate Muppet Trip, consistia nas faixas clássicas de soul e funk apresentadas no filme e foi lançado em conjunto pela Sony Wonder, Epic Records e Sony Music Soundtrax um dia antes da estreia do filme, enquanto o outro era um álbum contendo a trilha sonora do filme, que foi composta por Jamshied Sharifi com trabalho adicional de Rupert Gregson-Williams. Este álbum foi lançado por Varèse Sarabande em 13 de agosto de 1999.
Os rascunhos anteriores do filme continham música original, incluindo a canção "Eye 2 the Sky", escrita e gravada por Ween , que não estava incluída na trilha sonora. Essa música foi criada para ser cantada por Gonzo. O artista de Gonzo, Dave Goelz, também gravou uma nova versão de "I'm Going to Go Back There Someday" para este filme, uma canção que apareceu originalmente no filme The Muppet Movie. Essa música também foi descartada, mas foi incluída na trilha sonora de Muppets from Space, também cantada por Gonzo.
Lista de músicas
| N.º | Título                               | Intérprete(s)             | Duração |  |
| 1.  | "Shining Star"                       | The Dust Brothers         | 2:57    |  |
| 2.  | "Flashlight (Spaceflight)"           | George Clinton            | 4:02    |  |
| 3.  | "Brick House"                        | The Commodores            | 3:29    |  |
| 4.  | "Getaway"                            | The Getaway People        | 3:37    |  |
| 5.  | "Dazz"                               | G. Love and Special Sauce | 3:11    |  |
| 6.  | "It's Your Thing"                    | The Isley Brothers        | 2:44    |  |
| 7.  | "Survival"                           | The O'Jays                | 3:43    |  |
| 8.  | "Get Up Offa That Thing"             | James Brown               | 4:11    |  |
| 9.  | "Celebration"                        | The Alien Gonzos          | 3:55    |  |
| 10. | "Outa-Space"                         | Billy Preston             | 4:10    |  |
| 11. | "I'm Going To Go Back There Someday" | Gonzo                     | 3:14    |  |

## Lançamento
Marketing
Para promover o lançamento do filme nos cinemas, Muppets from Space foi acompanhado por uma campanha de marketing com links promocionais, como Wendy's e Travelodge. Para o lançamento do vídeo caseiro do filme, a cadeia de pizzarias Sbarro promoveu o filme com seis estatuetas em um conjunto, junto com caixas de pizza Muppet e sacolas.
Mídia doméstica
Em 26 de outubro de 1999, o filme foi lançado em VHS e DVD com recursos suplementares, como uma bobina de blooper e um comentário em áudio de Kermit the Frog, Gonzo e Rizzo. Foi lançado junto com The Muppets Take Manhattan em um DVD duplo pela Sony Pictures Home Entertainment em 9 de junho de 2008. O filme recebeu um lançamento em Blu-ray em 16 de agosto de 2011 também ao lado de The Muppets Take Manhattan, com todos os os recursos especiais do DVD incluídos.